# Francesco Redi
Francesco Redi (né le 18 ou le 19 février 1626 à Arezzo, en Toscane, et mort le 1er mars 1697  à Pise) était un biologiste, lexicographe et écrivain italien du XVIIe siècle. Il exerçait la profession de médecin. Redi est principalement connu pour ses travaux sur les insectes et les parasites.

## Biographie
Francesco Redi est fils de médecin. Il fait ses études à l'école jésuite de Florence puis à l'université de Pise, où il obtient le titre de docteur en médecine.
En 1666 il devient l'archiatre du grand-duc Ferdinand II de Médicis (1610–1670) ; il sera aussi celui de son fils et successeur Cosme III.
Il se fait d'abord connaître par son travail sur les vipères. Il devient membre de l'Accademia della Crusca (1655) et participe aux réunions de l'Accademia del Cimento.
Redi est aussi un poète ; son œuvre la plus célèbre est Bacchus en Toscane. Il devient membre de l'Accademia dell'Arcadia récemment fondée ; son nom d'académicien est Anicio Traustio.

## Contributions

### Science

#### Le venin des vipères
Redi étudie les vipères et les effets de leur morsure. Il démontre que le venin est un fluide jaunâtre qui s'écoule des dents et qu'il est stocké dans la tête de l'animal. Il prouve également que seul le venin injecté dans le corps lors d'une morsure peut entraîner la mort ; le venin ingéré est sans nocivité. Après avoir réalisé de nombreuses expériences devant le grand-duc lui-même, il fait paraître en 1664, Osservazioni intorno alle vipere. Ses observations sont contestées, notamment par Moyse Charas, pharmacien au Jardin du roi à Paris. Redi mène alors de nombreuses autres expériences afin de confirmer ses observations. Les travaux de Felice Fontana, établiront, en 1767 et 1781, l'exactitude de ceux de Redi.

#### La génération spontanée
Il étudie particulièrement les insectes. Il fait paraître en 1668, Esperienze intorno alla generazione degl'insetti, où il démontre que, contrairement à une croyance de l'époque, l'apparition des vers dans les cadavres n'est pas un phénomène de génération spontanée, mais que (comme le pensait déjà Homère) les vers naissent d'œufs pondus par des mouches.

#### La parasitologie
Francesco Redi est un fondateur de la parasitologie expérimentale. Dans ses Observations sur les animaux vivants qui se trouvent dans les animaux vivants, il décrit 108 espèces de parasites.
Il observe des œufs d'ascaris, réfutant aussi la croyance en leur génération spontanée. Il a aussi joué un grand rôle dans la découverte en 1687 du sarcopte de la gale par ses disciples Giovanni Cosimo Bonomo et Giacinto Cestoni — leur découverte se présente sous la forme d'une lettre à Redi.
En 1837, le zoologiste italien Filippo De Filippi (1814-1867) donne le nom de « rédie » à une forme larvaire de la grande douve en hommage à Francesco Redi.

### Lettres

#### Langue italienne
Membre de l'Accademia della Crusca, Redi est l'un des compilateurs de son Vocabulario (it), premier dictionnaire de la langue italienne, et y ajoute un lexique arétin ; il poursuivra toute sa vie ce travail de lexicographe. C'est en tant que lexicographe que Redi est l'auteur de centaines de canulars, attestations fictives de mots dont il disait pouvoir prouver l'existence par des manuscrits en sa possession.
Il est nommé en 1658 membre de la commission chargée de préparer une nouvelle édition du dictionnaire. Il est l'un des correspondants de Gilles Ménage,.

#### Poésie
Redi a écrit des dithyrambes, Bacco in Toscana, Arianna inferma, et une soixantaine de sonnets.

#### Prose
Rédi est l'auteur d'une Lettera, une histoire falsifiée de l'invention des lunettes qu'il attribue à Allessandro della Spina (mort en 1313), moine de Pise. En altérant délibérément la transcription de manuscrits, Rédi aurait voulu créer un parallèle édifiant entre Spina (lunettes) et Galilée (télescope) : tous deux auraient été capables de fabriquer eux-mêmes, grâce au seul fait de l'avoir vu ou d'en avoir entendu parler, un instrument protégé par secret de fabrication.

## Publications
Les œuvres de Redi sont en italien.

### Science
- Osservazioni intorno alle vipere, 1664 (Observations sur les vipères)
  - Texte Wikisource
  - Numérisation Gallica
- Esperienze intorno alla generazione degl'insetti, Florence, All'Insegna della Stella, 1668 (Expériences sur la génération des insectes). Dédié à Carlo Roberto Dati.
  - Numérisation Google ; numérisation Gallica
  - Texte Wikisource
  - Walter Bernardi (dir.), Esperienze intorno alla generazione degli insetti, coll. « Biblioteca della scienza italiana », Florence, Giunti, 1996
- Sopra alcune opposizioni fatte alle sue osservazioni intorno alle vipere, 1670 — Wikisource
- Osservazioni di Francesco Redi intorno agli animali viventi che si trovano negli animali viventi, 1684 — Numérisation Gallica

### Lettres
- Bacco in Toscana (Bacchus en Toscane), Florence, 1685
  - Texte dans Wikisource
  - Numérisation Google
  - Bacco in Toscana : con una scelta delle "Annotazioni", édition de Gabriele Bucchi, Roma, Antenore, 2005
- Ditirambi, Brescia, Pasini, 1826
- Lettera intorno all'invenzione degli occhiali, 1690 — WikisourceHistoire — fictive — de l'invention des lunettes
  - « Seizième dissertation, contenue dans une lettre écrite à Monsieur Paul Falconieri par Monsieur François Redi médecin de Florence, sur le sujet du temps auquel les lunettes furent inventées », dans Jacob Spon, Recherches curieuses d'antiquité, Lyon, Thomas Amaulry, 1683, p. 213
- Poesie, Naples, Michele Stasi, 1789

### Œuvres complètes
- Opere
  - Numérisation Google livres : t. 1 ; t. 2 ; t. 3 ; t. 4, Naples, 1741 ; t. 5, Naples, 1778
  - Numérisation e-rara.ch : Opere, Venise, 1742

### Correspondance
- Scelta di lettere familiari, Venise, 1846

### Honneurs
- Redi était célèbre de son vivant et des médailles ont été frappées à son effigie[15].
- Une vipère, Vipera aspis francisciredi, sous-espèce de la Vipera aspis, a reçu son nom.
- Un stade évolutif des trématodes digéniens a été appelé rédie[5].
- Une artère importante de Florence a pour nom Francesco Redi.
- Le nom de Redi a été donné à un cratère sur Mars[16].